# Marie-José Van Hee
Marie-José Van Hee (Gent, 21 mei 1950) is een Belgisch architecte, meubelontwerpster en docente. In 2017 ontving ze de prestigieuze British International Fellowship van het Royal Institute of British Architects (RIBA) voor haar bijdragen aan de architectuur.

## Biografie
Marie-José Van Hee groeide op in Bachte-Maria-Leerne, een deelgemeente van Deinze, Oost-Vlaanderen.

## Studies en loopbaan
Van Hee studeerde architectuur aan het Hoger Architectuurinstituut Sint-Lucas in Gent. Ze maakt deel uit van de zogenaamde 'Generatie van 1974', een groep architecten die in 1974 afstudeerden aan het Architectuurinstituut Sint-Lucas en een ontwerpattitude ontwikkelden die gekenmerkt wordt door een focus op de autonome logica van architectuur en de relatie met kunst en ambachtelijkheid. Naast Van Hee behoren onder meer Paul Robbrecht, Marc Dubois, Jan Maenhout, Luc Devos, Francis Glorieux en Martin Herman tot de Generatie van 1974. Van Hee wordt voorts met Robbrecht & Daem, Marc Dubois en Christian Kieckens tot de Silencieux gerekend, een groep van vijf Gentse architecten die na hun afstuderen in de jaren zeventig reageerden op de falende sociale idealen van de jaren zestig door hun ontwerptechniek te verfijnen richting een meer introspectieve ervaring van het architecturaal ontwerp.
Tussen 1976 en 1986 werkte Van Hee op freelance basis voor het multidisciplinair consultancy bureau Groep Planning in Brugge. Ze was hier onder meer betrokken bij de verbouwing van het Concert Noble in Brussel. Van 1986 tot 1990 werkte ze met Johan Van Dessel samen onder de naam V.D.V.H. In 1990 richtte ze haar eigen architectenbureau Marie-José Van Hee Architecten op in Gent. Sinds de oprichting van Marie-José Van Hee Architecten heeft het bureau verschillende malen nauw samengewerkt met Robbrecht & Daem, met wie Van Hee een kantoor deelt in de Lieremanstraat in Gent. De Stadshal op het Emile Braunplein in Gent geldt als een belangrijk voorbeeld van de samenwerking tussen de drie architecten.
Van 1991 tot 2015 was Marie-José Van Hee als docent verbonden aan de afdeling Architectuur van het Sint-Lucas Instituut in Gent. Van 2016 tot 2017 gaf Van Hee les als gastdocent aan ETH Zürich en tussen 2016 en 2019 was de architecte verbonden aan de Sir John Cass Faculty of Architecture aan London Metropolitan University als external examiner.
Dertig jaar na de eerste overzichtstentoonstelling van haar werk, ging er in het voorjaar 2023 nogmaals een expositie over haar werk door in de Antwerpse Singel.

## Stijl
Doorheen haar carrière heeft Van Hee ervoor gekozen haar aandacht te richten op het vormgeven van de Belgische architecturale ruimte, in plaats van internationale erkenning na te jagen. Het oeuvre van Van Hee omvat een brede reeks aan verschillende typologieën, maar bestaat voornamelijk uit woningen en renovaties in en rond Gent. Haar werk richt zich op de ruimtelijke en zintuiglijke beleving van architectuur, met bijzondere aandacht voor de drempel als overgangsplaats tussen de private en de publieke sfeer, tussen binnen en buiten, en tussen dag- en nachtzones. Haar ontwerpen zijn eenvoudig maar sensueel en streven naar een herassemblage van de basiselementen van architectuur. Van Hee benadrukt het karakter en de schaal van ruimten om een serene en gebruiksvriendelijke architectuur te creëren die moet worden ervaren om de subtiliteit en essentie ervan aan het licht te brengen. De architecte incorporeert vaak open binnenplaatsen en patio's in haar ontwerpen. Deze vormen een organiserende, multifunctionele basis voor haar architectuur, waarin privacy gevrijwaard wordt zonder tot volledige afsluiting van de buitenwereld te leiden. Ze wordt onder meer geïnspireerd door de werken van Luis Barragán, Dom Hans van der Laan. en het Cisterciënserklooster Le Thoronet in de Franse Provence.
Van Hee geeft de voorkeur aan ontwerpen met de vrije hand, daar de begrensde mogelijkheden van computers volgens haar de creativiteit belemmeren. In dit verband stelt ze dat als je op papier tekent, vrijer bent. Je kan de druk op je potlood variëren en de lijnen stilaan verschuiven.

### Woning Van Hee, Gent 1990-97
Van Hee's eigen woning werd in talrijke publicaties besproken en genomineerd voor verschillende prijzen. De woning is gelegen in een dichtbebouwde woonbuurt van de Gentse binnenstad. Een L-vormig bouwvolume nestelt zich rond een patio met een overdekte gaanderij. De grijze gevel, sober maar excentriek, past naadloos in het straatbeeld. De hoog geplaatste ramen laten geen inkijk toe, maar verlichten 's avonds wel de straat. Daarnaast trekt de diepe kroonlijst de hoogte van de aangrenzende woningen door en herleidt het bandraam tot een lichtstrook. Voorbij de achterste tuinmuur onthult de woning nog een geheim: de echte tuin vol fruit, groenten, bloemen en kruiden als een natuurlijke tegenpool van de Latijnse patio.

## Interieur
Sinds enkele jaren breidt Van Hee haar oeuvre uit met haar eigen meubellijn. Het zuivere, bijna sacrale gevoel dat in haar architecturale ontwerpen overheerst, vormt ook een rode draad doorheen haar meubilair. Het materiaal- en kleurgebruik, eveneens de verhoudingen, worden zorgvuldig afgewogen. Parallel aan haar architectuur, kiest Van Hee er voor om haar meubels te reduceren tot de essentie, evenals te integreren in de architectuur. Praktische zaken zoals een vestiaire worden onder de trap geplaatst, een muur wordt een bibliotheek. Daarnaast wijkt ze hier enkele keren van af door te kiezen voor multifunctionele meubels. De losse meubels bestaan onafhankelijk van de architectuur en kunnen van generatie op generatie worden doorgegeven. Ze zijn niet inherent verbonden aan een ontwerp en doen geen afbreuk aan de bestaande ruimte, de lichtinval of de perspectieven. Met oog voor detail, een extreme soberheid en slimme bouwknopen kunnen ze flexibel worden ingezet. Door verschillende functies te combineren in een meubel wordt de leefruimte (lebensraum) maximaal benut.
De oorsprong van haar innovatieve ontwerpen kunnen vaak worden herleid naar haar jeugdjaren. Zo ontstond het concept achter de ‘bed-bank’ in haar vereenvoudigde vorm toen ze als kind twee bedden tegen elkaar plaatste en de poten vastbond om schuiven tegen te gaan. Andere voorbeelden van haar limited-edition collection zijn de ‘dien-blad-tafel’ en de ‘huis-werk-tafel’. De collectie bestaat uit 3 items, waarvan elks 7 exemplaren met de hand worden geproduceerd in België.
Sinds 2010 werkt Van Hee ook samen met textielbedrijf The Alfred Collection om textiel op maat te laten maken. Bij de eerste samenwerking werd haar nieuwe woonst in Zuidzande integraal voorzien van textiel. De texturen worden hierbij in nauwe relatie onderzocht tot het ruwe materiaalgebruik in de gebouwde structuur. Het ontwerpduo achter het textielmerk uit Gent, Marie Mees en Cathérine Biasino, deelt Van Hee’s visie omtrent ambacht, ruw en natuurlijk materiaalgebruik, tactiliteit en subtiel kleurgebruik. In 2017 stelde MANIERA een collectie voor als uitbreiding van de samenwerking tussen The Alfred Collection en Van Hee. MANIERA, opgericht in 2014 door Kwinten Lavigne and Amaryllis Jacobsen, is een galerij die architecten en kunstenaars de opdracht geeft om meubels en gebruiksvoorwerpen te ontwikkelen. Kunstenaars en architecten worden hierbij gevraagd om het ontwerpproces van de meubelen op dezelfde manier te benaderen als ze hun kunst of architectuur benaderen. In van Hee’s meubels wordt haar zorgvuldigheid en het uitpuren van het ontwerp doorgetrokken.
Marie-José Van Hee, Paul Robbrecht, Hilde Daem, Christian Kieckens en Marc Dubois, ook wel de Gentse Vijf genoemd, werkten in 2016 samen met het Design Museum Gent om een tentoonstelling omtrent hun visie op interieur en meubelontwerpen te verzorgen. ‘Een meubel is ook een huis’ tracht de relatie tussen architectuur, kunst, interieur, meubelontwerp en vakmanschap te duiden.

### Oeuvre en tentoonstellingen (meubilair)
- Limited edition (i.s.m. Frank Ternier (LABT))
- MANIERA 16 (i.s.m The Alfred Collection)
- Een meubel is ook een huis (Design Museum Gent)

## Prijzen en nominaties
- 1993: Provinciale Prijs voor Architectuur. Woning, kantoor en bedrijfsloods Van Hee - Coppens, Deinze
- 1994: Trends bedrijfsgebouw 1994, nominatie. Woning, kantoor en bedrijfsloods Van Hee - Coppens, Deinze
- 1997: Tweejaarlijkse Cultuurprijs Architectuur Vlaamse Gemeenschap, met Robbrecht & Daem
- 1999: Nominatie 6de European Union Prize for Contemporary Architecture - Mies van der Rohe Award, Huis Van Hee, Barcelona
- 2003: Provinciale Prijs voor Architectuur voor Woning Van Leemput - Oosterlinck, Wetteren
- 2008: Royal Academy for Sciences and Arts, lidmaatschap
- 2009: Prijs Openbare Ruimte 2009 voor Renovatie Stadscentrum Gent, met Robbrecht & Daem
- 2012: Deelname aan de 13de Biennale di Architettura op uitnodiging van Sir David Chipperfield - met Robbrecht & Daem, Christina Iglesias en Maarten Vanden Abeele
- 2013: European Union Prize for Contemporary Architecture - Mies van der Rohe Award, Nominatie Stadshal en Renovatie Openbare Ruimte Gent, met Robbrecht & Daem
- 2013: Prijs Bouwmeester 2013 voor de herbestemming van de centrumsteden Deinze en Gent, met Robbrecht & Daem
- 2013: Provinciale architectuurprijs Vlaams-Brabant, Woning Van Aelten - Oosterlinck
- 2013: Abe Bonnemaprijs 2013, nominatie en shortlist, Woning HdF, Leeuwarden
- 2013: Belgische Prijs voor Architectuur, Stadshal en Renovatie met Robbrecht & Daem
- 2014: AR House Awards 2014, Woning HdF ontvangt zilveren medaille; Huis Van Aelten - Oosterlinck zeer geprezen
- 2017: Royal Institute of British Architects (RIBA) - International Fellowship
- 2018: Deelname aan de 16de Biennale di Architettura op uitnodiging van curatoren Yvonne Farrell en Shelley McNamara

## Oeuvre (selectie)

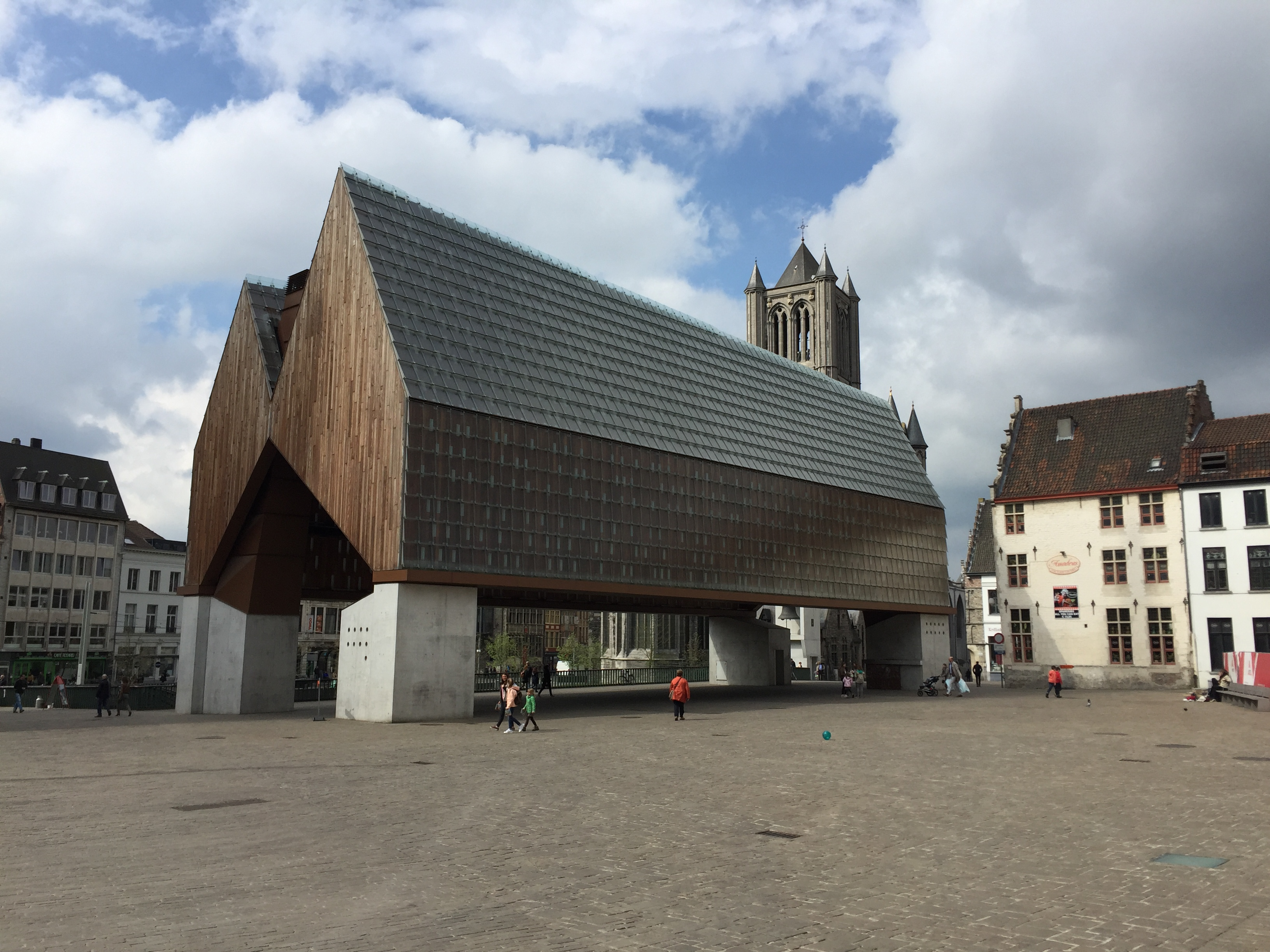
Stadshal Gent exterieur, i.s.m. Robbrecht & Daem

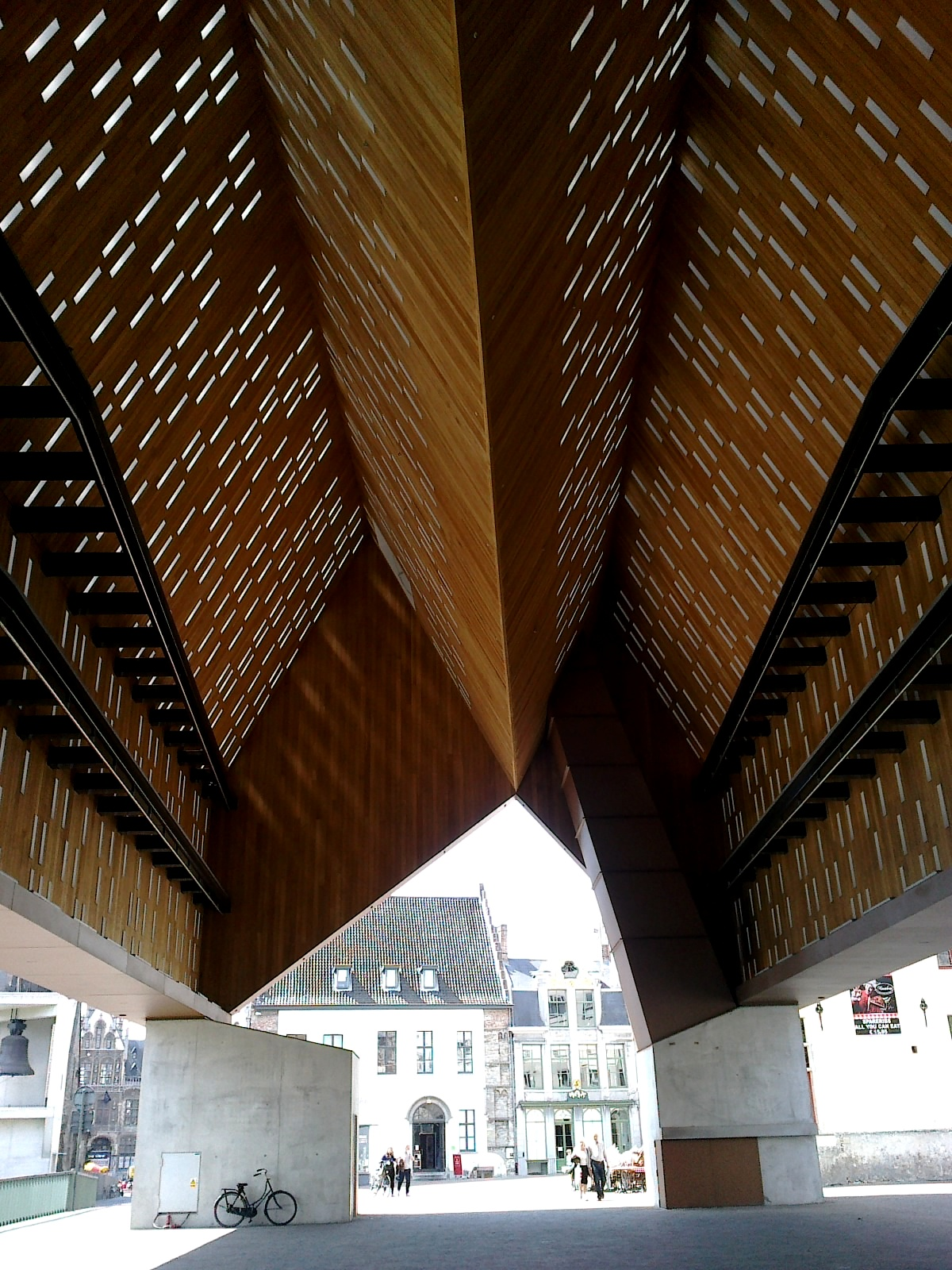
Stadshal Gent interieur

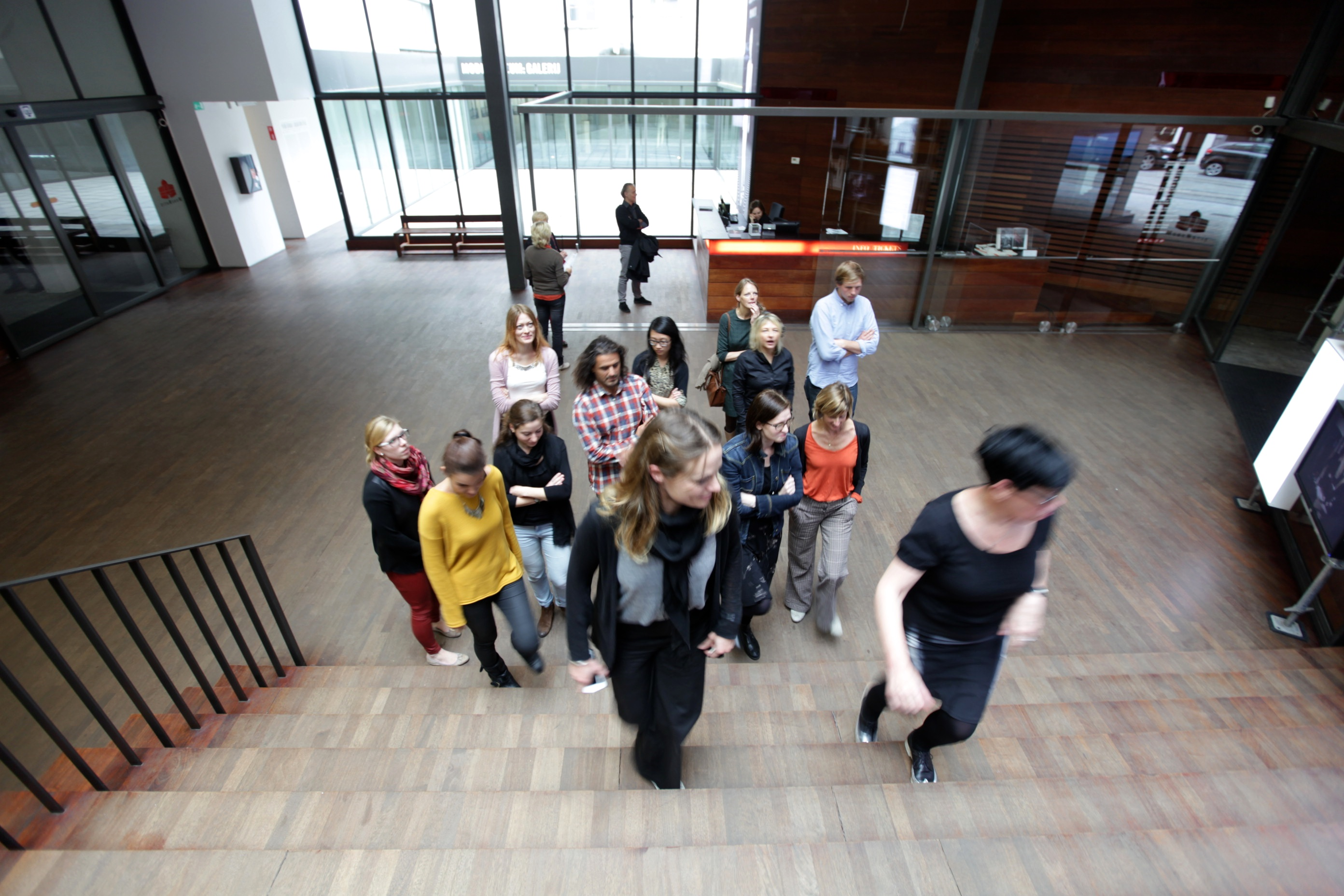
Entrée van MoMu Antwerpen (2009)

- 1977: Woning Van Hee - Coppens, Deinze
- 1978: Woning Bruinjé, Wachtebeke
- 1982: Elektriciteitshuisje voor de stad Gent
- 1992: Wedstrijdontwerp ‘Hollain kazerne’, sociale woningen voor stad Gent
- 1993: Woning, kantoor en bedrijfsloods Van Hee - Coppens te Deinze (Provinciale Prijs voor Architectuur van Oost-Vlaanderen)
- 1993: Apotheek en woning De Causmaecker-Bouckaert, Lokeren
- 1983-1999: Woonhuizen en werkruimtes o.a. te Gent, Wemmel en Roeselare
- 1990: Woning Van Hee - Adriaens
- 1999: Herbestemming woning Devos, Heusden
- 2000: Verbouwing woning Steel, Gent
- 2001: Verbouwing woning Louis - Manigart, De Pinte
- 2001: Woning De Keersmaecker – Tollebeek, Sint-Amands
- 2001: Woning Verstraete - Vandewalle, Rumbeke
- 2002: Verbouwing woning Sierens - Debouck, Gent
- 2002: Verbouwing ModeNatie, Antwerpen
- 2002: Wedstrijd woningbouwproject 'Schaafstraat', Antwerpen
- 2003: Kantoor en appartement Bailleul, Gent
- 2007: Woning HdF, Zuidzande
- 2007: Woning Vandewalle – Vandamme, Gent
- 2007: Woning Muskala - Van Hee, Bachte - Maria - Leerne
- 2007: Woning V-D, Gent
- 2007: Woning Vandewalle – Vandamme, Gent
- 2008: Woning Degryse – Gunst, Torhout
- 2008: Herbestemming woning en kantoor Vandendriessche – Decru, Gent
- 2009: Woning Pijpaert – Aers, Oudenaarde
- 2009: Woning Braeckman - De Rijcke, Gavere
- 2009: Herbestemming woning Kongs, Gent
- 2009: Woning Van Gysel – Strijkers, Kallo
- 2010: Woning Coppens – Cocquyt, Landegem
- 2010: Herbestemming woning Leroux - Van Der Hauwaert, Gent
- 2010: Herbestemming woning Willems - Van Gils, Ravels
- 2012: Appartementen Academiestraat i.s.m. Robbrecht en Daem (masterplan), Gent
- 2014: Herbestemming woning Declercq, Hansbeke
- 2014: Woning H-L, Argentario, Italië